# 羞耻 (电视剧)
《羞恥》（原文名：Skam）是一部由挪威廣播公司旗下的NRK P3推出的青少年影集。該系列最初只有在NRK網站上播放，於2015年9月22日公布了第一個片段，並於同年9月25日正式推出該劇。
2016年末，NRK與XIX Entertainment簽訂合約，計劃在美國翻拍該影集。

## 背景

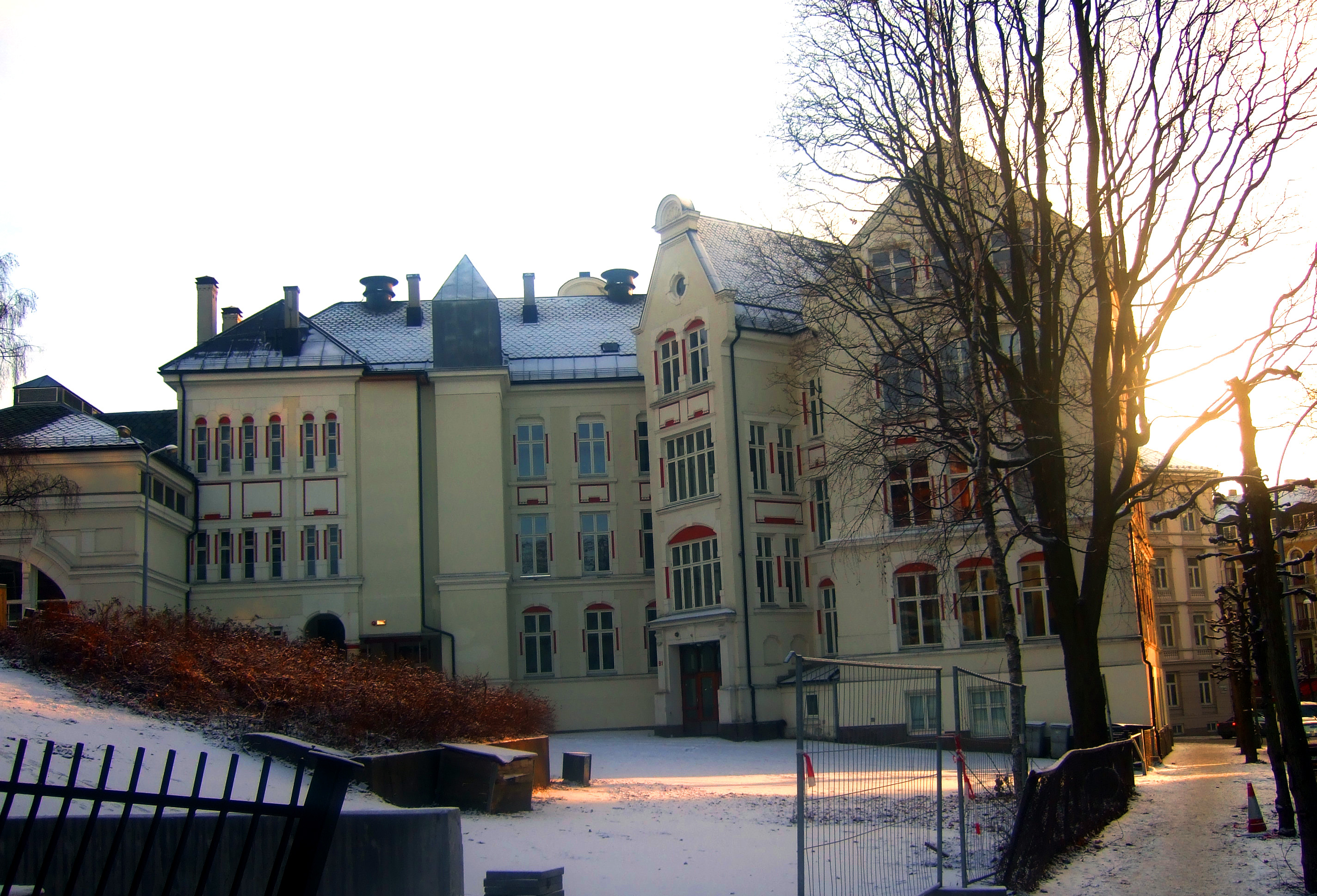
奥斯陆弗朗纳的尼森高中

Skam劇情主要描述尼森高中(Hartvig Nissens skole)學生的日常生活。該校位於挪威奧斯陸弗朗納，是當地一所知名的高中，校友包含了挪威許多知名人士與皇室成員，也是挪威首間接受女性學生的高中。

## 概念
Skam劇情會配合現實中的時間，部分影片片段會即時發布在官方網站上，另外也有各角色間發送的訊息、社群網站更新等。
播出期間的每週五則會將過去一週所有已公開的影片加上新的片段後，組合成新的一集更新在NRK P3的網站上。Skam最初只有在網路上更新，2016年開始在 NRK P3頻道播放，該頻道主要客群為青少年觀眾。
該系列目前有4季，每季的主角各不相同。觀眾亦可在Facebook及Instagram上關注各角色的賬號。

## 影集
| 季數 | 集数 | 集数 | 首播日期      | 首播日期       |
| 季數 | 集数 | 集数 | 首映          | 季终           |
| ---- | ---- | ---- | ------------- | -------------- |
| 1    | 11   | 11   | 2015年9月25日 | 2015年12月11日 |
| 2    | 12   | 12   | 2016年3月4日  | 2016年6月3日   |
| 3    | 10   | 10   | 2016年10月7日 | 2016年12月16日 |
| 4    | 10   | 10   | 2017年4月14日 | 2017年6月24日  |

## 反應
大約192,000人觀看了第一季，該季的第一集擁有最多的觀看數。在2016年7月初，該系列占據了NRK網站超過一半的播放量。 該劇中處理性虐待、LGBT、心理健康等多項重要問題的方式受到了廣泛的認同。 Martine Lunder Brenne在挪威最大的報社世界之路報上稱該劇是挪威"最酷的電視劇"（coolest TV series），特別是第三季與同性戀的內容。 NATT&DAG報社將該劇評選為2015年最佳電視劇。
從第三季開始，該劇吸引了眾多外國觀眾，NRK也因此接到大量為該劇增加英文字幕的請求。但NRK出於配樂在海外的版權問題，拒絕了增加英文字幕的請求。
在官方拒絕增加字幕後，該劇愛好者開始自發將Skam翻譯為不同的語言，也為該劇吸引了更多的愛好者。截至2016年底，Skam已多次在Twitter、 Tumblr上引起大量關注，並在Facebook、 Instagram及Vine上被廣泛討論。
2017年1月13日，NRK 因配樂版權問題將網站上的影片限定為挪威境內IP才能觀看。

## 奖项
Skam在2016年挪威Gullruten電視獎項中獲得了5個獎項。
2017年在e!online網站所舉辦tv top couple票選中，以高達三百萬票的結果獲得了冠軍。

## 外部連結
- 互联网电影数据库（IMDb）上《羞耻》的资料（英文）
- 官方网站 （页面存档备份，存于）

1. ↑  .   [2017-03-05]. （原始内容存档于2017-06-19）.
2. ↑  Sweney, Mark. . 9 December 2016  [2017-03-05]. （原始内容存档于2016-12-21） –The Guardian.
3. ↑  NRK. .   [2017-03-05]. （原始内容存档于2017-06-06）.
4. ↑  . The New York Times. 9 December 2016  [2017-03-05]. （原始内容存档于2019-01-11）.
5. ↑  .   [2017-03-05]. （原始内容存档于2016-12-20）.
6. ↑  Øystein Aldridge. .   [2016-11-05]. （原始内容存档于2017-05-25）.
7. ↑  Øystein Riiser Gundersen. .   [2016-11-05]. （原始内容存档于2018-09-23）.
8. ↑  Thea Roll Rakeng. .   [2016-11-05]. （原始内容存档于2016-11-08）.
9. ↑  Martine Lunder Brenne. .   [2016-11-05]. （原始内容存档于2017-10-30）.
10. ↑  .   [2016-11-05].[永久]
11. ↑  Kari Stokke Nilsen / Cathrine Elnan. .   [2016-11-05]. （原始内容存档于2019-03-16）.
12. ↑  . E! Online.   [2017-03-09]. （原始内容存档于2017-03-09） （美国英语）.